# Žarko Paspalj

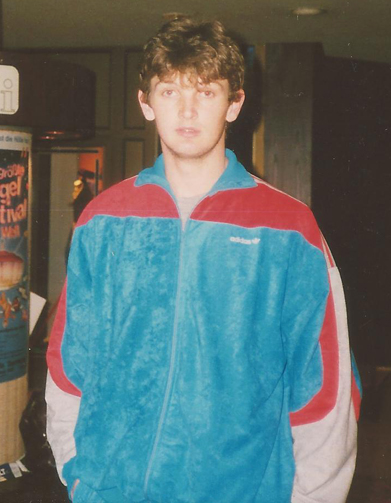

Žarko Paspalj, född 27 mars 1966 i Pljevlja, dåvarande Jugoslavien, är en serbisk basketspelare som tog OS-silver 1996 i Atlanta. Detta var första gången Serbien och Montenegro inte spelade under IOC-koden YUG utan under SCG. 1988 tog han silver i OS för Jugoslavien. Han är även vice ordförande för Serbiens olympiska kommitté.